# Kensuke Tanabe
Kensuke Tanabe (田邊 賢輔, Tanabe Kensuke, nascido em 26 de janeiro de 1963 em Ikeda, Osaka, Japão), é um produtor e designer de videogames japonês que trabalha para a Nintendo, onde atualmente é Senior Officer na Nintendo EPD.
Depois de se formar no Departamento de Planejamento de Conceitos Visuais da Universidade de Artes de Osaka, ele decidiu entrar na indústria de videogames e se juntou à Nintendo em abril de 1986.
No início, Tanabe fazia parte da divisão de Entertainment Analysis and Development. Ele dirigiu os jogos de plataforma Yume Kōjō: Doki Doki Panic e Super Mario Bros 2, e trabalhou nos roteiros das aventuras de ação The Legend of Zelda: A Link to the Past e The Legend of Zelda: Link's Awakening. Em 2003, Tanabe mudou-se para a divisão de Software Planning and Development, onde se tornou o gerente do Grupo de Produção No. 3.  Desde então, ele se tornou um produtor, e gerenciou e supervisionou o desenvolvimento de jogos de primeira parte da Nintendo, como Metroid Prime, Donkey Kong Country, Paper Mario, Chibi-Robo e outras séries.

## Trabalhos
- Yume Kojo: Doki Doki Panic (1987) — Diretor, Designer
- Super Mario Bros. 2 (1988) — Diretor, Designer
- Super Mario Bros. 3  (1988) — Designer de Fase
- The Legend of Zelda: A Link to the Past (1991) — Escritor/Cenário
- The Legend of Zelda: Link's Awakening (1993) — Escritor/Cenário
- Stunt Race FX (1994) — Designer de Mapa
- Kirby's Dream Course (1994) — Designer de Mapa
- Donkey Kong Country  (1994) — Suporte Adcional
- Super Mario World 2: Yoshi's Island (1995) — Agradecimento
- Kirby's Avalanche (1995) — Equipe Nintendo
- Kirby's Dream Land 2 (1995) — Designer de Mapa
- Kirby's Block Ball (1995) — Supervisor
- Donkey Kong Country 2: Diddy's Kong Quest (1995) — Agradecimento
- Super Mario RPG (1996) — Assessor de Roteiro
- Pilotwings 64 (1996) — Agradecimento
- Kirby Super Star  (1996) — Assessor
- Star Wars: Shadows of the Empire  (1996) — Tradutor de texto, Nintendo Co., Ltd.
- Kirby Super Star (1996) — Assessor
- BS Super Mario USA Power Challenge (1996) — Designer
- The Legend of Zelda: Ocarina of Time (1998) — Escritor/Cenário
- Pokémon Snap (1999) — Supervisor
- Super Smash Bros. (1999) — Agradecimento
- Kirby 64: The Crystal Shards (2000) — Assistente de Direção
- Hamtaro: Ham-Hams Unite! (2001) — Assessor
- Super Mario Advance (2001) — Supervisor
- Magical Vacation (2001) — Assessor
- Cubivore: Survival of the Fittest (2002) — Supervisor
- Pikmin (2002) — Agradecimento
- Hamtaro: Ham-Ham Heartbreak (2002) — Assessor
- Eternal Darkness: Sanity's Requiem' (2002) — Supervisor
- Metroid Prime (2002) — Co-Produtor
- GiFTPiA (2003) — Supervisor
- Hamtaro: Rainbow Rescue (2003) — Assessor
- Paper Mario: The Thousand-Year Door (2004) — Supervisor
- Metroid Prime 2: Echoes (2004) — Produtor
- Star Fox: Assault (2005) — Administrador de Projeto
- Kirby: Canvas Curse (2005) — Produtor
- Chibi-Robo! (2005) — Produtor
- Geist (2005) — Produtor
- Battalion Wars (2005) — Produtor
- Metroid Prime Pinball (2005) — Produtor
- Super Mario Strikers (2005) — Produtor
- Mother 3 (2006) — Produtor
- Magical Starsign (2006) — Produtor
- Freshly-Picked Tingle's Rosy Rupeeland (2006) — Produtor
- Mario vs. Donkey Kong 2: March of the Minis (2006) — Produtor
- Custom Robo Arena (2006) — Produtor
- Kirby: Squeak Squad (2006) — Produtor
- Excite Truck (2006) — Produtor
- Metroid Prime: Hunters (2006) — Produtor
- Super Paper Mario (2007) — Produtor
- [ario Strikers Charged (2007) — Produtor
- Chibi-Robo!: Park Patrol (2007) — Produtor
- Theta (2007) — Produtor
- Battalion Wars 2 (2007) — Produtor
- Metroid Prime 3: Corruption (2007) — Produtor
- Super Smash Bros. Brawl (2008) — Produtor
- Captain Rainbow (2008) — Produtor
- Mystery Case Files: MillionHeir (2008) — Produtor
- Kirby: Super Star Ultra (2008) — Produtor
- Picross 3D (2009) — Produtor
- Picturebook Games: Pop-Up Pursuit (2009) — Produtor
- Bonsai Barber (2009) — Produtor
- Punch-Out!! (Wii) (2009) — Produtor
- Mario vs. Donkey Kong: Minis March Again! (2009) — Produtor
- Okaeri! Chibi Robo! Happy Richie Dai Souji (2009) - Produtor
- Irodzuki Tingle no Koi no Balloon Trip (2009) — Produtor
- Rock N' Roll Climber (2009) — Produtor
- Metroid Prime Trilogy (2009) — Produtor
- Art Academy (2009) — Produtor
- Picturebook Games: The Royal Bluff (2009) — Produtor
- Excitebike: World Rally (2009) — Produtor
- Eco Shooter: Plant 530 (2009) — Produtor
- A Kappa's Trail (2009) — Produtor
- Excitebots: Trick Racing (2009) — Produtor
- Aura-Aura Climber (2010) — Produtor Associado
- Mario vs. Donkey Kong: Mini-Land Mayhem! (2010) — Produtor
- Donkey Kong Country Returns (2010) — Produtor
- Pilotwings Resort (2011) — Produtor
- Mystery Case Files: The Malgrave Incident (2011) — Produtor
- Kirby: Mass Attack (2011) — Produtor Senior
- Freakyforms: Your Creations, Alive! (2011) — Produtor
- Pushmo (2011) — Produtor
- Kirby's Dream Collection (2012) — Produtor
- Art Academy: Lessons for Everyone! (2012) — Produtor
- Freakyforms Deluxe: Your Creations, Alive! (2012) — Produtor
- Dillon's Rolling Western (2012) — Produtor
- Paper Mario: Sticker Star (2012) — Produtor
- Sing Party (2012) — Produtor
- Luigi's Mansion: Dark Moon (2013) — Assessor Especial
- Game & Wario (2013) — Suporte de Direção
- Dillon's Rolling Western: The Last Ranger (2013) — Produtor
- Mario and Donkey Kong: Minis on the Move (2013) — Produtor
- Donkey Kong Country Returns 3D (2013) — Produtor
- Chibi-Robo! Photo Finder (2013) — Produtor
- Super Smash Bros. for Nintendo 3DS / Wii U (2014) — Supervisor
- Donkey Kong Country Returns 3D (2013) — Produtor
- Donkey Kong Country: Tropical Freeze (2014) — Produtor
- Kirby and the Rainbow Curse (2015) — Produtor
- Mario vs. Donkey Kong: Tipping Stars (2015) — Supervisor
- Chibi-Robo! Zip Lash (2015) — Produtor
- Mario & Luigi: Paper Jam (2015) — Supervisor
- Mini Mario & Friends: Amiibo Challenge (2016) —Produtor
- Metroid Prime: Federation Force (2016) — Produtor
- Paper Mario: Color Splash (2016) — Produtor
- Dillon's Dead Heat Breakers (2018) — Produtor
- WarioWare Gold (2018) — Produtor
- Luigi's Mansion (3DS) (2018) — Produtor
- Metroid Prime 4 (TBA) — Produtor